# Andriy Hrivko
Andriy Askoldovych Hryvko (em ucraniano:  Андрій Аскольдович Грiвко; Bilohirsk Raion, 7 de agosto de 1983) é um ciclista olímpico ucraniano.
Hrivko representou sua nação nos Jogos Olímpicos de Verão de 2008 e 2012.